# (38097) 1999 JW11
1999 JW11 (asteroide 38097) é um asteroide da cintura principal. Possui uma excentricidade de 0.23338730 e uma inclinação de 22.54779º.
Este asteroide foi descoberto no dia 12 de maio de 1999 por LINEAR em Socorro.